# Armée de terre vénézuélienne
 (février 2014).
L'Armée de terre vénézuélienne, officiellement l'Armée bolivarienne du Venezuela (espagnol : Ejército Bolivariano, EB), est la branche terrestre de la Force armée nationale bolivarienne du Venezuela. Son rôle est d'être responsable des opérations terrestres contre les menaces externes ou internes susceptibles de mettre en péril la souveraineté de la nation. L'armée est la deuxième plus grande branche militaire du Venezuela après la milice bolivarienne (espagnol : Milicia Bolivariana, MB).
Son commandant actuel est le major-général José Antonio Murga Baptista,,. L'armée dépend directement du ministère du Pouvoir populaire pour la Défense, sous les ordres du commandant général et du président de la République en sa qualité de commandant en chef de la Force armée nationale bolivarienne (FANB). Il est divisé en six armes de combat et quatre commandements ; opérations, logistique, éducation et aviation militaire.
L'armée vénézuélienne marque sa naissance par sa victoire lors de la bataille de Carabobo le 24 juin 1821 sur l'Empire espagnol, qui a conduit à l'indépendance de la nation. Il a ensuite contribué à l’indépendance des pays actuels que sont la Colombie, l’Équateur, le Panama, le Pérou et la Bolivie.

## Formation d'officier
Les officiers de commandement, officiers de troupe, techniciens et chirurgiens militaires appartenant à l'armée vénézuélienne sont diplômés des académies militaires de l'Université militaire bolivarienne du Venezuela et sont nommés avec le grade de sous-lieutenant, les académies sont les suivantes :
- Académie militaire de l'armée bolivarienne,
- Académie militaire des officiers de troupe C-in-C Hugo Rafael Chávez Frías,
- Académie technique militaire bolivarienne,
- Académie militaire des sciences de la santé

Contrairement à la plupart des officiers, les sergents (sous-officiers professionnels) et les recrues qui terminent leur formation de base, ainsi que les candidats officiers de l'armée d'origine civile, étudient dans des écoles séparées.

## Historique

### Indépendance

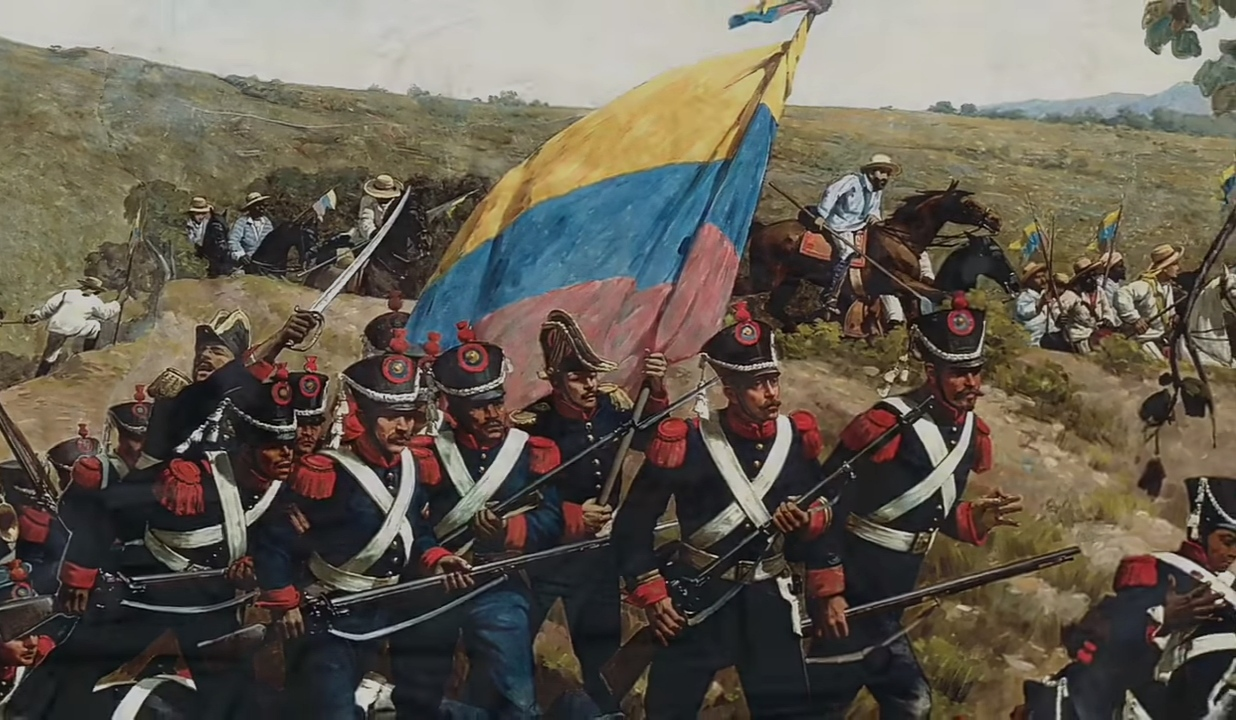
Détail de La bataille de Carabobo (1887) de Martín Tovar y Tovar.

Avec le début du mouvement indépendantiste le 19 avril 1810 et la guerre qui a suivi dans le pays, une académie militaire a été créée en 1810 par décret du Conseil suprême de Caracas pour la formation des officiers de la cause républicaine. La réaction royaliste fut rapide et en 1812, la Première République fut dissoute. Une guerre à mort a commencé (espagnol : Guerra a muerte), sans qu’aucun des deux camps ne fasse quartier. Le 11 avril 1817, 1 800 républicains du général Píer remportèrent une victoire majeure contre les royalistes à San Félix (au sud-est de Caracas), où les révolutionnaires battirent 1 500 royalistes du général Nicolás María Cerruti. Les royalistes subirent 593 morts et 497 prisonniers, dont 160 peninsulares (Espagnols nés dans la péninsule ibérique). Tous les Espagnols furent décapités. Les Républicains perdent 31 morts et 65 blessés.
La guerre se poursuivit jusqu'en 1824 avec des succès et des échecs de chaque côté. Le 7 août 1819, l'armée de Nouvelle-Grenade, sous le commandement du libérateur Simón Bolívar, bat les troupes royalistes sous le commandement du général José María Barreiro lors de la bataille de Boyacá, étant la première république des soi-disant Bolivarianas (Bolivariens) pour obtenir leur indépendance du Royaume d'Espagne ; une journée qui célèbre également l'armée colombienne.
L'armée libératrice, dont le noyau central est constitué des bataillons d'infanterie des Rifles, Voltígeros, Vencedores, de la Légion britannique, ainsi que des contingents des lanciers Bravos de Apure du général José Antonio Páez, et dont les contingents sont constitués principalement de troupes colombiennes-vénézuéliennes sous la direction suprême de Bolívar, mènent désormais la campagne vénézuélienne dans le cadre de la Grande Colombie. Le 24 juin 1821, les républicains obtinrent une victoire décisive sur les royalistes dans la bataille de Campo de Carabobo, et aujourd'hui est célébrée comme la journée de l'armée vénézuélienne.
Après la bataille de Carabobo, les restes des armées royalistes qui réussirent à échapper au champ de bataille se réfugièrent à Puerto Cabello, tandis qu'à l'est ils firent de même à Cumaná. Cumaná fut prise peu de temps après par les républicains, mais la ville fortement fortifiée de Puerto Cabello résista assiégée jusqu'en 1823, période pendant laquelle elle servit de base à la reconquête espagnole des territoires de l'ouest du Venezuela.
Ces troupes participent ensuite à la campagne du Sud sous le commandement du maréchal Antonio José de Sucre et libèrent l'Équateur lors de la bataille de Pichincha, le Pérou lors de la bataille de Junín et le Haut Pérou (aujourd'hui la Bolivie) lors de la bataille de Ayacucho.

## Dotation en matériel

### Armes de poing
| Belgique  | Browning Hi-Power | Pistolet semi-automatique 9x19mm Parabellum |                |  |
| Allemagne | SIG Sauer P226    | Pistolet semi-automatique 9x19mm Parabellum |                |  |
| Autriche  | Glock 17          | Pistolet semi-automatique 9x19mm Parabellum |                |  |
| Italie    | Beretta 92        | Pistolet semi-automatique 9x19mm Parabellum |                |  |
| Israël    | Uzi and Mini Uzi  | pistolet-mitrailleur                        | Nombre inconnu |  |

### Fusil d'assaut
| Russie Venezuela   | AK-103 | Fusil d'assaut 7.62x39 mm     | 100,000 + 3000 produit localement                                  |  |
| Russie             | AK-104 | Fusil d'assaut 7.62x39 mm     | 5,000                                                              |  |
| Belgique Venezuela | FN FAL | 7.62x51 mm Battle rifle (en)  | 60,000 livré, 300,000+ produit localement (remplacé par le AK-103) |  |
| Belgique           | FN FNC | Fusil d'assaut 5.56x45mm NATO | 50,000+ livré                                                      |  |

### Fusil de précision
| Russie    | Dragunov SVU | 7.62x54R Sniper                                          | 1,000          |  |
| Russie    | Dragunov SVD | 7.62x54R Sniper                                          | 4,000          |  |
| Venezuela | Catatumbo    | 7,62 × 39 mm, 7,62 × 51 mm OTAN ou 7.62x54R Sniper rifle | Nombre inconnu |  |

### Fusils mitrailleur
| Belgique   | FN          | MAG 7,62 × 51 mm      | Nombre inconnu                         |  |
| États-Unis | Saco M60    | 7,62 × 51 mm          | Nombre inconnu, remplacé par le FN MAG |  |
| États-Unis | M2 Browning | Browning M2HB 12,7 mm | Nombre inconnu                         |  |

### Armes antichar
| Suède      | Bofors | Lance-roquettes AT4 84 mm  | Nombre inconnu |  |
| Suède      | Bofors | Carl Gustav M2 84 mm       | Nombre inconnu |  |
| Russie     | RPG-7  | RPG-7V                     | Nombre inconnu |  |
| États-Unis | M40    | Canon sans recul de 106 mm | Nombre inconnu |  |

### Véhicule blindé
| Russie      | Char de combat principal | T-72B1V(T-72B1V/T-72 BREM-1/BREM-L) | 92 opérationnel en 2022                                            |  |
| France      | Char de combat principal | AMX-30                              | 84; 81 opérationnel en 2022; en cours de remplacement par le T-72  |  |
| France      | Char léger               | AMX-13C.90                          | 36 ; 31 opérationnel en 2022; en cours de remplacement par le T-72 |  |
| Royaume-Uni | Char léger               | Scorpion 90FV-101                   | 78 opérationnel en 2022                                            |  |

### Blindé léger
| Russie      | Rosoboronexport       | BMP-3 (BMP-3/BMP-3K)                                    | 123 opérationnel en 2022 |  |
| Russie      | Rosoboronexport       | BTR-80A                                                 | 300 unités commandés; 114 opérationnel en 2022                                                                                |  |
| France      | AMX-13 VTT-VCI        | (25 VTT/VCI, 10 VTT/LT, 20 VTT/PM, 12 VTT/PC, 8 VTT/TB) | 75 unités (dérivés et utilisé comme ambulance, véhicules de dépannage, observateur d'artillerie et véhicules de commandement) |  |
| Royaume-Uni | FV-104 Samaritan      | FV-104 Samaritan                                        | 4 unités |  |
| Royaume-Uni | FV-105 Sultan         | FV-105 Sultan                                           | 2 unités |  |
| UK          | FV-106 Samson         | FV-106 Samson                                           | 4 unités |  |
| États-Unis  | Dragoon AFV           | (25 APC, 21 PM, 11 P, 2 R)                              | 59 unités; 36 opérationnel en 2022                                                                                            |  |
| États-Unis  | Dragoon 300 LFV2 (en) | Automitrailleuse                                        | 42 unités (dérivés et utilisé comme ambulance, véhicules de dépannage, observateur d'artillerie et véhicules de commandement) |  |
| États-Unis  | V-100/V-150 Commando  | (50 LAV-100, 30 LAV-150)                                | 80 unités (dérivés et utilisé comme ambulance, véhicules de dépannage, observateur d'artillerie et véhicules de commandement) |  |
| Allemagne   | TPz Fuchs             | TPz Fuchs                                               | 10 unités |  |

### Véhicule de transport
| Venezuela  | Tiuna (en)                                  | multipurpose military vehicle | 4,899 units produced locally                   |  |
| Autriche   | Pinzgauer High Mobility All-Terrain Vehicle | multipurpose military vehicle | 244 Units                                      |  |
| États-Unis | Jeep Wrangler                               | multipurpose military vehicle | 144 Units                                      |  |
| États-Unis | Humvee                                      | multipurpose military vehicle | A Few Units                                    |  |
| États-Unis | M151 MUTT                                   | jeeps                         | 44 Units All units are in storage              |  |
| Autriche   | Steyr-Daimler-Puch                          | L-80                          | Unknown number                                 |  |
| Japon VEN  | Toyota Land Cruiser (J70) (en)              | multipurpose military vehicle | Unknown number (produced locally and imported) |  |
| Suisse     | MOWAG Duro 4×4 et 6×6                       | multipurpose military vehicle | 61 Duro depuis 2003                            |  |
| Italie     | IVECO/Fiat 90PM16                           | L-80                          | Unknown number                                 |  |
| Allemagne  | MAN 20.280D                                 | MAN 20.280D                   | Unknown number                                 |  |
| Allemagne  | MAN 20.280                                  | MAN 20.280                    | Unknown number                                 |  |
| États-Unis | GMC TopKick                                 | Kodiak 7A15                   | Unknown number                                 |  |
| États-Unis | M-35/A2 Reo (en)                            | M-35/A2 Reo                   | Unknown number                                 |  |
| Russie     | Ural-4320                                   | multipurpose military vehicle | Unknown number                                 |  |

### Artillerie
| France        | Thomson Brandt MO-120           | Mortier de 120 mm               | 60 unités                                               |  |
| Russie        | 2S12 Sani                       | Mortier de 120 mm               | Nombre inconnu                                          |  |
| Russie        | 2S23                            | Mortier autopropulsé de 120 mm  | 13 unités                                               |  |
| États-Unis    | Obusier M1, 155 mm              | Obusier de 155 mm               | 24 unités                                               |  |
| États-Unis    | M101A1 105 mm howitzer          | Obusier M101A1                  | 40 unités                                               |  |
| Italie        | OTO Melara M-56 105 mm howitzer | OTO Melara M-56 105 mm howitzer | 40 unités                                               |  |
| Russie        | 2S19 Msta-S 152 mm              | canons automoteurs              | 47 unités                                               |  |
| France        | AMX-13/Mle F.3 155 mm           | canons automoteurs              | 10 unités, en cours de remplacement par les 2S19 Msta-S |  |
| France Israël | AMX-13/LAR-160 (en) 160 mm      | Lance-roquettes multiple        | 25 unités                                               |  |
| Russie        | BM-30 Smerch 300 mm             | Lance-roquettes multiple        | 12 unités                                               |  |
| Russie        | BM-21 Grad 122 mm               | Lance-roquettes multiple        | 52 unités commandé en Russie                            |  |

### Défense antiaérienne
| Russie            | S-300VM (en)                | missile systems | 12 brigades commandés                                 |  |
| Russie            | BUK-M2                      | missile systems | 3 groupes commandés; 9 véhicules opérationnel en 2022 |  |
| Russie            | S-125 Pechora-2M            | missile systems | 44 véhicules opérationnel en 2022                     |  |
| Sweden            | Bofors RBS 70               | RBS 70          | + 114 opérationnel en 2022                            |  |
| Russie            | 9K338 Igla-S (SA-24 Grinch) | 9K338 Igla-S    | Nombre inconnu                                        |  |
| France            | Panhard AML S 530           | twin 20 mm AA   | Nombre inconnu                                        |  |
| France            | AMX-13 Rafaga               | twin 35 mm AA   | Nombre inconnu                                        |  |
| États-Unis Suisse | M35 Fenix (en)              | twin 35 mm AA   | Nombre inconnu                                        |  |
| Russie            | ZU-23-2                     | twin 23 mm AA   | 300 unités commandés                                  |  |

### Hélicoptères
| Modèle        | Origine    | Type                                  | Versions                         | en service | Notes                                             | Image |
| ------------- | ---------- | ------------------------------------- | -------------------------------- | ---------- | ------------------------------------------------- | ----- |
| Mil Mi-35     | Russie     | hélicoptère d'attaque                 | Mil Mi-35M2 Caribe               | 10         |                                                   |       |
| Mil Mi-17     | Russie     | hélicoptère de transport              | Kazan Mi-17V-5 Panare            | 18         | 2 perdus accidentellement                         |       |
| Mil Mi-26     | Russie     | hélicoptère de transport lourd        | Mil Mi-26T2 Pemon                | 3          |                                                   |       |
| Bell 205      | États-Unis | hélicoptère de transport              | Bell 205A-1/UH-1H Huey           | 10         | Étant progressivement éliminé (6 UH-1H, 4 205A-1) |       |
| Bell 206      | États-Unis | hélicoptère de transport/entraînement | Bell 206B Jet Ranger             | 4          | 2 de transport, 2 d'entrainement                  |       |
| Bell 412      | États-Unis | hélicoptère de transport              | Bell 412HP/SP                    | 10         | 2 B412SP; 8 B412HP                                |       |
| Sikorsky S-61 | États-Unis | hélicoptère de transport              | Agusta-Sikorsky AS-61SD Sea King | 3          | Modernisés                                        |       |

### Pistolets et fusils
| Arme                | Type d'arme                                                            | Calibre            | État            | Origine    |
| ------------------- | ---------------------------------------------------------------------- | ------------------ | --------------- | ---------- |
| Glock 17            | Pistola de Uso Personal de respaldo para los oficiales y suboficiales  | 9 × 19 mm          | En Uso Limitado | Autriche   |
| Browning M1911      | Pistola de Uso Personal/Ceremonial                                     | 9 × 19 mm/0.45 ACP | En Uso          | États-Unis |
| Beretta 92 CF       | Pistola de Uso Personal/De Combate                                     | 9 × 19 mm          | En Uso          | Italie     |
| Mossberg 500(590)   | Escopeta de Uso en Puestos de Guarda y Custodia por Policía Militar    | 12                 | +5.000          | États-Unis |
| Franchi Spas-12/15  | Escopeta de Uso Puestos de Guarda y Custodia y por Policía Militar     | 12                 | +5.000          | Italie     |
| Valtro PM-5 (en)    | Escopeta de Uso en Puestos de Guarda y Custodia y por Policía Militar  | 12                 | +5.000          | Italie     |
| CAVIM Soberana (es) | Escopeta de Uso en Puestos de Guardia y Custodia y por Policía Militar | 12                 | En Uso +15.000  | Venezuela  |

### Pistolets-mitrailleurs
| Arme             | Type d'arme | Calibre                | État   | Origine   |
| ---------------- | ----------- | ---------------------- | ------ | --------- |
| IMI Uzi          | Subfusil    | 9 × 19 mm Parabellum   | En Uso | Israël    |
| H&K MP-5         | Subfusil    | 9 × 19 mm Parabellum   | En Uso | Allemagne |
| FN P-90          | Subfusil    | Única, 5,7*28 mm SS190 | En Uso | Belgique  |
| CAVIM Orinoco II | Subfusil    | 9 × 19 mm Parabellum   | En Uso | Venezuela |

### Fusils tactiques
| Arme              | Type d'arme                                    | Calibre         | État               | Origine          |
| ----------------- | ---------------------------------------------- | --------------- | ------------------ | ---------------- |
| Colt M-4A1        | Fusil Tipo Carabina                            | 5,56*45 mm OTAN | En Uso -55.000     | États-Unis       |
| FN FNC            | Fusil Tipo Carabina                            | 5,56*45 mm OTAN | En Uso -15.000     | Belgique         |
| Beretta Cx4 Storm | Fusil Tipo Carabina                            | 9 mm OTAN       | En Uso -5.000      | Belgique         |
| AK-104 CAVIM      | Versión del AK-103 para unidades paracaidistas | 7,62x39mm       | En Uso + de 80.000 | Russie Venezuela |

### Fusils d'assaut
| Arme                   | Type d'arme    | Calibre         | État                                                                                                | Origine                 |
| ---------------------- | -------------- | --------------- | --------------------------------------------------------------------------------------------------- | ----------------------- |
| Fusíl de Asalto AK-103 | Fusil d'assaut | 7,62*39 mm      | En Uso, Adquirida licencia de fabricación del fusil y la munición +100.000                          | Russie Venezuela        |
| Fusil FAL              | Fusil d'assaut | 7,62*51 mm OTAN | En Proceso de Sustitución por el AK-103, transferido a la Milicia Nacional Bolivariana - de 150.000 | Belgique                |
| Fusíl AK-74            | Fusil d'assaut | 5,45x39mm       | En Uso, en proceso de sustitución por el AK-103                                                     | Union soviétique Russie |
| Fusil Colt M-16A2      | Fusil d'assaut | 5,56x45mm OTAN  | En Uso, en proceso de Sustitución por el AK-103 -110.000                                            | États-Unis              |

### Mitrailleuses
| Arme          | Type d'arme          | Calibre         | État   | Origine    |
| ------------- | -------------------- | --------------- | ------ | ---------- |
| FN Minimi     | Mitrailleuse légère  | 5.56x45 mm      | En Uso | Belgique   |
| FN MAG        | Mitrailleuse moyenne | 7,62*51 mm OTAN | En Uso | Belgique   |
| Browning M2HB | Mitrailleuse lourde  | 12.9x99 mm      | En Uso | États-Unis |

### Fusil de précision et anti-matériel
| Arme                        | Type d'arme           | Calibre             | État           | Origine                 |
| --------------------------- | --------------------- | ------------------- | -------------- | ----------------------- |
| M14                         | Fusil de franc-tireur | 7,62*51 mm OTAN     | En Uso -15.000 | États-Unis              |
| M21                         | Fusil de franc-tireur | 7,62*51 mm OTAN     | En Uso -15.000 | États-Unis              |
| FN FAP 7                    | Fusil de franc-tireur | 7,62*51 mm OTAN     | En Uso -15.000 | Belgique                |
| Fusil de précision Dragunov | Fusil de franc-tireur | 7,62*54mmR          | En Uso -6000   | Union soviétique Russie |
| Remington 700               | Fusil de franc-tireur | 7,62*51 mm OTAN     | En Uso -15.000 | États-Unis              |
| HK PSG1                     | Fusil de franc-tireur | 7,62*51 mm OTAN     | En Uso -15.000 | Allemagne               |
| SIG-Sauer SSG 3000          | Fusil de franc-tireur | 7,62*51 mm OTAN     | En Uso -15.000 | Suisse                  |
| Barrett M-82A1              | Fusil antimatériel    | 12,7*99 mm OTAN/.50 | En Uso -15.000 | États-Unis              |
| CAVIM Catatumbo             | Fusil de franc-tireur | N/D                 | En Producción  | Venezuela               |
| CAVIM Catatumbo             | Fusil antimatériel    | N/D                 | En Producción  | Venezuela               |

### Missiles
| Arme                          | Type d'arme                                        | Calibre | Origine                 |
| ----------------------------- | -------------------------------------------------- | ------- | ----------------------- |
| AT4                           | Lanzacohetes de un solo uso                        | 84 mm   | Suède                   |
| Carl Gustatv recoilless rifle | Lanzagranadas propulsadas por cohete               | 84 mm   | Suède                   |
| RPG-7                         | Lanzagranadas propulsadas por cohete               | 85 mm   | Russie Union soviétique |
| Ve-Nilangal (en)              | Lanzagranadas propulsadas por cohete               | 72 mm   | Venezuela               |
| M-40M recoilless rifle        | Misil Anticarro                                    | 106 mm  | États-Unis              |
| RBS 70                        | Misil Guiado Anticarro                             | 106 mm  | Suède                   |
| MAPATS-2                      | Misil Guiado Anticarro/Antibunker                  | 156 mm  | Israël                  |
| 9K338 Igla-S (SA-24 Grinch),  | Misil portátil antiaéreo disparado desde el hombro | 72 mm   | Russie                  |

### Chars de combat
| Arme          | Type d'arme                           | Calibre | État                    | Origine     |
| ------------- | ------------------------------------- | ------- | ----------------------- | ----------- |
| T-90SV        | Char de combat principal              | 100     | Russie                  | En entregas |
| T-72M1V       | Char de combat principal              | 92      | Union soviétique Russie | En servicio |
| BREM-1/BREM-L | Vehiculo de recuperación/lanzapuentes | 22      | Union soviétique Russie | En entregas |
| AMX-30        | Carro de combate medio                | 84      | France                  | En reserva  |
| AMX-13C90     | Carro de combate ligero               | 36      | France                  | En reserva  |

### Pontonnier
| Arme                                | Type d'arme                   | Calibre | Origine     |
| ----------------------------------- | ----------------------------- | ------- | ----------- |
| MLC-70 Leguan                       | Lanzapuentes                  | N/D     | Allemagne   |
| Puente Fairey M.G.B de 60 toneladas | Lanzapuenntes                 | N/D     | Royaume-Uni |
| Puente Bailey                       | Lanzapuentes                  | N/D     | États-Unis  |
| Puente flotante M-4-T6              | Puente Portátil sobre Balizas | N/D     | États-Unis  |

### Camions et tracteurs à sellette
| Nom                      | Type de véhicule                      | Cantité en service | Origine    |
| ------------------------ | ------------------------------------- | ------------------ | ---------- |
| Volquete 6x6 Caterpillar | Vehículo de Recuperación              | -100               | États-Unis |
| IVECO/Fiat 90PM16        | Cabeza Tractora                       | 80                 | Italie     |
| Steyr L-80               | Cabeza Tractora Ligera                | N/D                | Autriche   |
| M-35/A2 Reo              | Vehículo de Transporte Multipropósito | 50                 | États-Unis |
| MAN 20.280               | Vehículo de Transporte Multipropósito | entre 80 et 100    | Allemagne  |
| MAN 20.280D              | Vehículo de Transporte Multipropósito | entre 30 et 50     | Allemagne  |
| Chevrolet Kodiak 7A15    | Vehículo de Transporte Multipropósito | 60                 | États-Unis |

### Véhicules
| Nom                            | Type de véhicule                                  | Cantité en service                        | Origine    |
| ------------------------------ | ------------------------------------------------- | ----------------------------------------- | ---------- |
| Tiuna                          | Vehículo todoterreno multirol                     | + 500                                     | Venezuela  |
| Humvee                         | Vehículo todoterreno multirol                     | 50 en Proceso de sustitución por el Tiuna | États-Unis |
| Campero Chrysler Jeep Wrangler | Vehículo todoterreno                              | 100                                       | États-Unis |
| AIL M-325 Commandcar           | Vehículo Todoterreno de Commando y Comunicaciones | 150                                       | Israël     |
| Steyr-Daimler 710M/K Pinzgauer | Vehículo Todoterreno multirol                     | 200                                       | Autriche   |
| Bucher/MOWAG Duro              | Vehículo Todoterreno multirol                     | 77                                        | Suisse     |

### Avions
| Nom                       | Origine    | Type            | Quantité |
| ------------------------- | ---------- | --------------- | -------- |
| IAI Arava                 | Israël     | Transport léger | 8        |
| Cessna 206                | États-Unis | Transport léger | 11       |
| Cessna 182                | États-Unis | Transport léger | 6        |
| Beechcraft Super King Air | États-Unis | Transport       | 5        |
| PZL M28                   | Pologne    | Transport léger | 12       |